# Teatro Antigo de Orange
O Teatro Antigo de Orange construído sob o reinado de Augusto no Século I pelos veteranos da segunda legião de Júlio César, é um dos teatros romanos mais conservados no mundo. Ele ainda apresenta as paredes do cenário originais de 103m de largura por 37m de altura. 

## Descrição
O hemiciclo poderia conter de 7.000 a 10.000 espectadores divididos segundo sua posição social. É dividido em três zonas, de 37 arquibancadas e separadas por paredes. Na parte mais baixa, a orquestra forma um semi-círculo; na parte central, três arquibancadas, sobre as quais ficam assentos móveis, reservados a grandes personalidades, a segunda parte aos comerciantes e a terceira aos cidadãos romanos. A terceira parte (a mais alta) era reservada às prostitutas, escravos e pessoas sem nacionalidade romana. Grandes salas sobrepostas foram utilizadas para o público e como alojamentos nos bastidores. O palco, feito de piso de madeira e que servia de abrigo às máquinas media 61m de largura por 9m de profundidade: a orquestra era separada dele por uma parede baixa, o púlpito. Por último encontra-se um fosso. A parede do fundo do palco 
« É a mais bela muralha de meu reino», disse Luis XIV em uma de suas visitas
 era decorada por estátuas, frisos e colunas de mármore, cujo mínimo vestígio não existe mais. Esta parede possui três portas: a porta real ao centro e duas portas laterais (entrada de atores secundários).
O nicho da parede do palco possui uma estátua colossal de 3,5m de altura, considerada como sendo do Imperador Augusto. É datada do Século II.

## Histórico
Conquistada a tribo tricastini dos Gauleses em 40 a.C. pelos veteranos da Segunda Legião de Júlio César, Orange transformou-se em uma colônia romana chamada de Arausio. Conheceu um esplendor sobre o reino de Augusto, e foi durante este período que o teatro foi construído.
O teatro não sobreviveu incólume pela decadência do Império Romano: foi definitivamente fechado em 391. Foi pilhado e saqueado pelos bárbaros. Serviu de posto de defesa da Idade Média e de refúgio, no Século XVI para as pessoas que fugiam das guerras religiosas.

## Restaurações
O Teatro reencontrou, pouco a pouco, seu brilho no Século XIX, graças ao programa de restauração criado em 1825 por Prosper Mérimée, diretor dos Monumentos Históricos. A restauração foi confiada ao arquiteto Simon-Claude Constant-Dufeux. As arquibancadas não foram reconstruídas até o fim do Século XIX graças a lentidão dos procedimentos de expropriação.
Em 2006 foi adicionada uma cobertura, a fim de proteger as paredes e de permitir uma melhor iluminação. O novo teto é baseado em tetos romanos, mas com materiais modernos: vidro e metal.
O Teatro Orange foi inscrito como Patrimônio Mundial da UNESCO em 1981. O perímetro de classificação foi alterado em 2007 a fim de se incluir a Colina de São Eutropo.

## Galeria

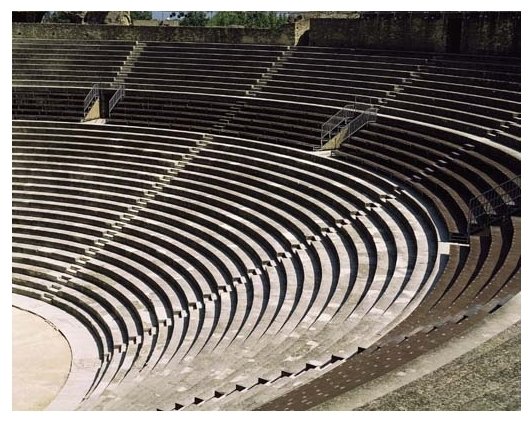
As arquibancadas do teatro
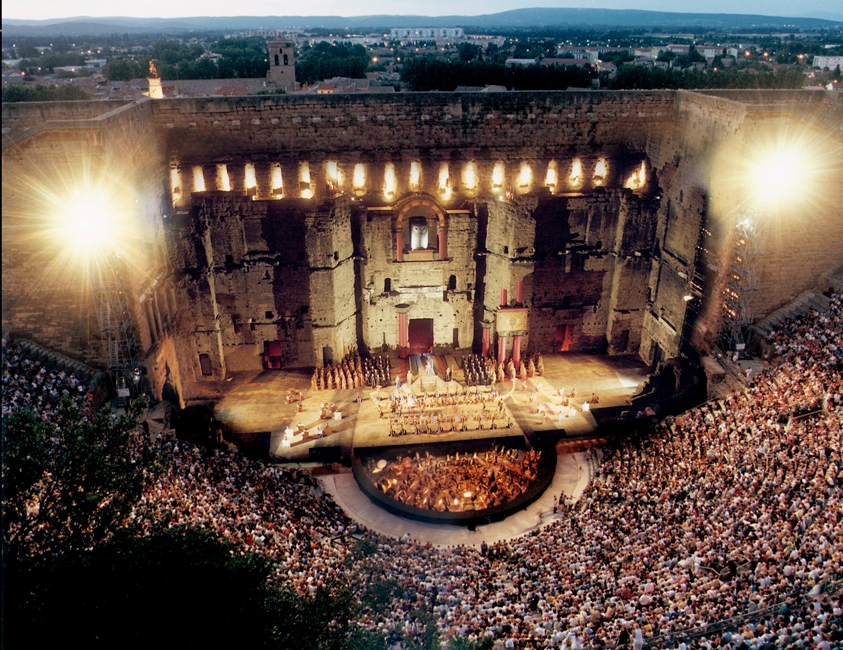
Os Coregos
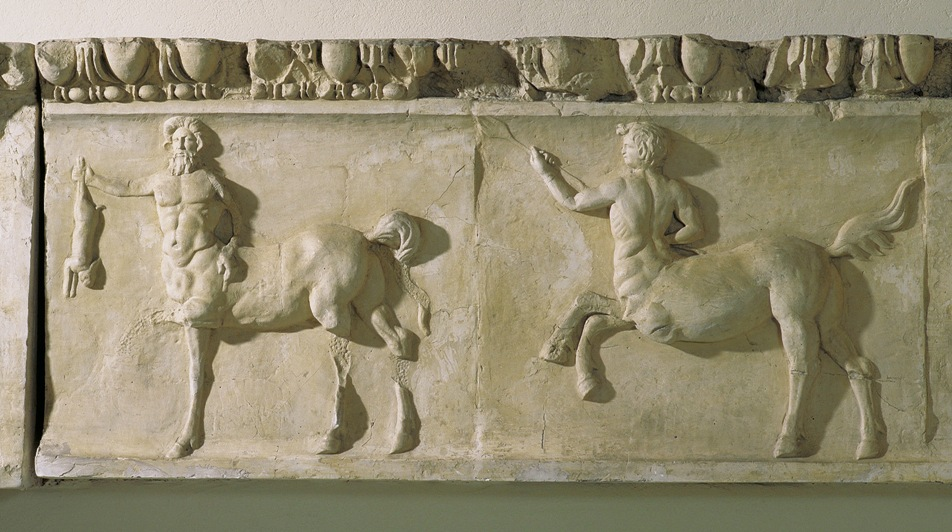
O friso dos centauros
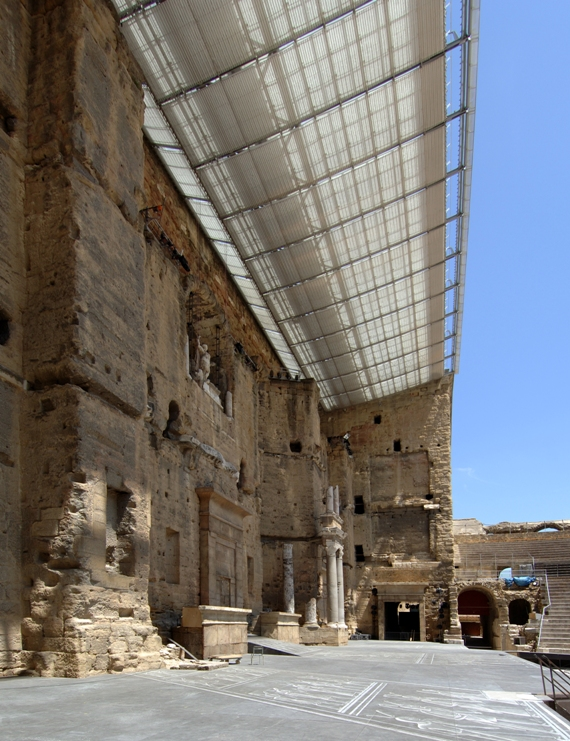
A nova cobertura do palco